# Afryka Reggae Festival
Afryka Reggae Festiwal – coroczny dobroczynny festiwal muzyczny (reggae), odbywający się od 1991 w Akademickim Centrum Kultury i Sztuki „Od Nowa” w Toruniu (do 1998 pod nazwą Africa Is Hungry). Organizatorami festiwalu są Stowarzyszenie Toruńska Grupa Inicjatywna „Nowe Społeczeństwo” oraz Akademickie Centrum Kultury i Sztuki „Od Nowa”,

## Historia
Głównym inspiratorem pomysłu zorganizowania pomocy dla głodujących dzieci w Afryce był Robert Jaworski. Na jego apel odpowiedzieli koledzy z Toruńskiego Stowarzyszenia Muzycznego (Krzysztof Paśniewski, Jarosław Krajniewski). Z kolei sama prośba Roberta spowodowana była listem od misjonarki s. Karoliny Bachalskiej z misji w Tanzanii, w którym opisywała trudną sytuację dzieci będących pod jej opieką.
Pierwsza edycja koncertu muzycznego Africa Is Hungry odbyła się 16 marca 1991. Jednorazowa w zamyśle organizatorów akcja okazała się na tyle udana, że postanowiono ją kontynuować. Przez kolejne lata koncert zyskiwał na popularności, tak wśród wykonawców, jak i przyjeżdżającej do Torunia publiczności.
Od 1999 imprezę organizuje Stowarzyszenie Toruńska Grupa Inicjatywna „Nowe Społeczeństwo”, od tego czasu skrócono także nazwę do Afryka. Festiwal należy do najstarszych cyklicznie odbywających się festiwali reggae w Polsce. Pojawiają się na nim polscy wykonawcy muzyki reggae, jak i goście z zagranicy. Corocznie na festiwalu pojawia się ponad tysiąc osób z całej Polski.
Od 2003 r. oficjalna nazwa to Afryka Reggae Festiwal.
Jest nie tylko imprezą kulturalną, ale zarazem akcją charytatywną. Cały dochód z biletów oraz honoraria muzyków organizatorzy przeznaczają na rzecz potrzebujących z najbiedniejszych krajów Afryki. Festiwal  wspierał między innymi Somalię, Sudan Południowy, Sudan, Kongo, Kenię, Zambię, Burundi, Rwandę i Tanzanię. 
W 2006 r. festiwal jest organizowany we współpracy z Polską Akcją Humanitarną, za której pośrednictwem niesiona jest pomoc.
Koncerty Dobroczynne Afryka wpisały się na stałe do kalendarza imprez polskiej sceny niezależnej. Od 2004 festiwal trwa dwa dni. Od 2018 odbywa się w marcu (wcześniej w styczniu). Współorganizatorem festiwalu jest Akademickie Centrum Kultury i Sztuki „Od Nowa” w Toruniu oraz Polska Akcja Humanitarna.
Przez 29 edycji odbyły się łącznie 322 koncerty, w tym zespołów zagranicznych (m.in. czeski Hypnotix, francuski Western Special, niemiecko-francuski Yellow Umbrella czy jamajsko-angielski African Head Charge).

## Dotychczasowe edycje festiwalu
| Edycja | Dochód | Data                  | Wykonawcy |
| ------ | --- | --------------------- | --- |
| I      | Dochód z imprezy został przekazany dla głodujących dzieci w Nachingwea (Tanzania) – 4.146.200 zł.                                                                                              | 16 marca 1991(dts)    | The Rebels (Białystok) Dread Lion (Knurów) Oberża (Chełmek) Zośka PKP (Międzyrzecz) Arcan (Świdnik) Na Zdrowie (Warszawa i okolice) Rodzina Perkusistów (Olsztyn) Sun (Brodnica) Róże dla Kassandry (Brodnica) Morris Generativ (Ciechocinek) RAS (Poznań) Stage of Unity (Wrocław) Strych (Ciechanów)        |
| II     | Dochód z imprezy został przekazany dla głodujących dzieci w Nachingwea (Tanzania) – 9.235.000 zł i na dożywianie dzieci z Torunia – 975.800 zł.                                                | 18 stycznia 1992(dts) | Salem (Grudziądz) Koskoosh (Płock) Tortilla Flat (Toruń) Selalainkatha (Gorzów Wielkopolski) Drinker’s Blues (Toruń) Transformers (Toruń) Sun (Brodnica) T.H.C. Habakuk (Częstochowa) El Caballero De La Triste Figura (Toruń)                                                                                |
| III    | Dochód z imprezy został przekazany dla głodujących dzieci w Rugango (Rwanda) – 9.999.300 zł (615 dolarów USA) i na dożywianie dzieci z Torunia – 3.971.350 zł.                                 | 9 stycznia 1993(dts)  | Hooded Man (Toruń) Vision (Jarocin) T.C.R (Toruń) Spunkies (Piła) T.H.C. Habakuk (Częstochowa) Alians (Piła) Transformers (Toruń) The Rebels (Białystok) Up & Up (Toruń) Cherokee (Częstochowa) Ahimsa (Warszawa) Izrael (Warszawa)                                                                           |
| IV     | Dochód z imprezy został przekazany dla głodujących dzieci w Musongati (Burundi) – 17.580.450 zł + 30 dolarów USA (łącznie 817,26 dolarów USA) i na dożywianie dzieci z Torunia – 6.000.000 zł. | 15 stycznia 1994(dts) | Watykan (Toruń) Rooty Speech (Gdańsk) Dread Lion (Kraków) Alians (Piła) Hypnotix  (inne języki) (CZECHY) Bakshish (Kluczbork) Izrael (Warszawa) Świat Czarownic (Piła) Clear Waters (NIEMCY) Rebelion (Brodnica)                                                                                              |
| V      | Dochód z imprezy został przekazany dla głodujących dzieci w Rugango (Rwanda) – 2 400 nowych zł (1000 dolarów USA) i na dożywianie toruńskich dzieci – 1 057,71 nowych zł (10.577.100 zł).      | 14 stycznia 1995(dts) | Jafia Namuel (Piła) C.K.W.W (Tarnobrzeg) Będzie Dobrze (Ząbkowice Śląskie) Rooty Speech (Gdańsk) Houk (Warszawa) Red Stuff (Warszawa-Wrocław) Izrael (Warszawa-Ząbkowice Śląskie) King Kong Band (Warszawa-Ząbkowice Śląskie)                                                                                 |
| VI     | Dochód z imprezy został przekazany dla głodujących dzieci w Ruigi (Burundi) – 3 027,50 zł (1056 dolarów USA) i na dożywianie toruńskich dzieci – 1 876,71 zł.                                  | 13 stycznia 1996(dts) | Bambi (Żuromin) Transformers (Toruń) Flapjack (Poznań) Jafia Namuel (Piła) Armia (Poznań-Warszawa) G’rassta (Rzeszów) Natura (Lublin) Rocka's Delight (Gdańsk) |
| VII    | Dochód z imprezy został przekazany dla głodujących dzieci w Bujumbura (Burundi) – 3 931 zł (1300 dolarów USA) i na dożywianie toruńskich dzieci – 1 661,57 zł.                                 | 18 stycznia 1997(dts) | Homecoming (Koło) Cannabis Indica (Wschowa) Come & Go (Kruszwica) Coma (Toruń) Rebelion (Brodnica) Rebelia (Krosno nad Odrą) Dread Lion (Kraków) Fiołek (Toruń) Houk (Warszawa) Jafia Namuel (Piła) Armia (Poznań-Warszawa) T.H.C. Habakuk (Częstochowa) Robert Brylewski & Świat Czarownic (Warszawa & Piła) |
| VIII   | Dochód z imprezy został przekazany dla głodujących dzieci w Burundi – 4 266 zł (1200 dolarów USA) i na dożywianie toruńskich dzieci – 2 278,97 zł.                                             | 17 stycznia 1998(dts) | Bambi (Żuromin) Nowa Kultura (Gostynin) Stage of Unity (Warszawa) Nowe Jerusalem (Ząbkowice Śląskie) 2Tm2,3 (Poznań-Warszawa) RAS (Poznań) Maleo Reggae Rockers (Warszawa) Kreuzburg (Kluczbork) Berklejdy [ex-Dobra Siła] (Węgorzewo) Yo (Zielona Góra) Rebelion (Brodnica)                                  |
| IX     | Dochód z imprezy został przekazany dla głodujących dzieci w Zambii oraz na dożywianie dzieci toruńskich.                                                                                       | 30 stycznia 1999(dts) | Paraliż Band (Toruń) Usta Syracha (Dębica) Man & Soul (Poznań) Skankan (Sosnowiec) Orkiestra Na Zdrowie (Warszawa) Alians (Piła) Pidżama Porno (Poznań) Nowa Kultura (Gostynin) Habakuk (Częstochowa) Dr. Green  (inne języki) (LITWA)                                                                        |
| X      | Dochód z imprezy został przekazany dla głodujących dzieci w Kenii oraz na dożywianie dzieci toruńskich.                                                                                        | 29 stycznia 2000(dts) | Paraliż Band (Toruń) Paprika Korps (Opole) Good Religion (Warszawa) Skankan (Sosnowiec) Orkiestra Na Zdrowie (Warszawa) Pidżama Porno (Poznań) Robert Brylewski & Świat Czarownic (Warszawa & Piła) Makwerhu (RPA) Credon (Kluczbork-Wrocław) Wszystkie Wschody Słońca (Słupsk)                               |
| XI     | Dochód z imprezy został przekazany dla głodujących dzieci w Kongo oraz na dożywianie dzieci toruńskich.                                                                                        | 27 stycznia 2001(dts) | Mystic Sunrise (Toruń) NBS (Opole) Alians (Piła) Credon (Kluczbork-Wrocław) Habakuk (Częstochowa) Słoma i Bębnoluby (Lubartów) Vespa (Szczecin) Ocean (Łódź) Duch Natury (Głuchołazy) |
| XII    | Dochód z imprezy został przekazany dla głodujących dzieci w Rwandzie oraz najbiedniejszych dzieci toruńskich.                                                                                  | 26 stycznia 2002(dts) | Koniec Świata (Katowice) Partia (Warszawa) Alians (Piła) Paraliż Band (Toruń) Pidżama Porno (Poznań) Bakshish (Kluczbork) THC X (Namysłów) Western Special  (inne języki) (FRANCJA) Zgroza (Brzeg) O-Zone (Brodnica)                                                                                          |
| XIII   | Dochód z imprezy został przekazany dla głodujących dzieci w Burundi. | 31 stycznia 2003(dts) | Natural Mystic (Sosnowiec) Pan Profeska (Warszawa) Etna (Malbork) Alians (Piła) Orkiestra Na Zdrowie (Warszawa) Daab (Warszawa) Spejs Braders (Białystok) |
| XIII   | Dochód z imprezy został przekazany dla głodujących dzieci w Burundi. | 1 lutego 2003(dts)    | Konopians (Czeladź) Dubska (Bydgoszcz) Aggafari (Wrocław) Tumbao (Wrocław) Paprika Korps (Opole) Yellow Umbrella  (inne języki) (NIEMCY) Light (Inowrocław) |
| XIV    | Dochód z imprezy został przekazany dla głodujących dzieci w Rwandzie. | 30 stycznia 2004(dts) | Jemiayka (Toruń) Skambomambo (Szczecin) Za Zu Zi (Jarocin) Paraliż Band (Toruń) Lion Vibrations (Brzeg) Concrete Jungle (NIEMCY) Basstion (Poznań) Moskwa (Łódź) |
| XIV    | Dochód z imprezy został przekazany dla głodujących dzieci w Rwandzie. | 31 stycznia 2004(dts) | Positive (Ostróda) Chant (Szczecin) Alians (Piła) Vavamuffin (Warszawa) Habakuk (Częstochowa) Ave Lion (Toruń) Cała Góra Barwinków (Kłobuck) |
| XV     | Dochód z imprezy został przekazany dla głodujących dzieci w Kongo. | 28 stycznia 2005(dts) | Skapoint (Toruń) Paraliż Band (Toruń) Pan Profeska (Warszawa) Wszystkie Wschody Słońca (Słupsk) Habakuk (Częstochowa) Lion Vibrations (Brzeg) Maleo Reggae Rockers (Warszawa) |
| XV     | Dochód z imprezy został przekazany dla głodujących dzieci w Kongo. | 29 stycznia 2005(dts) | Africonnect (Brzeg) Ultra Justice (Gdańsk) Duberman (Kraków) Alians (Piła) Inity Dub Mission (Poznań) Vavamuffin (Warszawa) Bakshish (Kluczbork) Joint Venture Sound System (Zgorzelec) |
| XVI    | Dochód z imprezy został przekazany na pomoc dla Sudanu. | 27 stycznia 2006(dts) | Natanael (Częstochowa) Dubska (Bydgoszcz) Cała Góra Barwinków (Kłobuck) Paprika Korps (Opole) Natural Dread Killaz (Wrocław) Habakuk (Częstochowa) Africonnect (Brzeg) |
| XVI    | Dochód z imprezy został przekazany na pomoc dla Sudanu. | 28 stycznia 2006(dts) | Tabu (Wodzisław Śl.) Konopians (Czeladź) Alians (Piła) Paraliż Band (Toruń) Duberman (Kraków) Vavamuffin (Warszawa) Lion Vibrations (Brzeg) Negril (Krapkowice) |
| XVII   | Dochód z imprezy został przekazany na pomoc dla Sudanu. | 26 stycznia 2007(dts) | Majestic (Gdańsk) Bibi Ribozo & The Banditos (Łowicz) Tabu (Wodzisław Śl.) Dubska (Bydgoszcz) Paraliż Band (Toruń) Etna (Malbork) Natural Dread Killaz (Wrocław) |
| XVII   | Dochód z imprezy został przekazany na pomoc dla Sudanu. | 27 stycznia 2007(dts) | Świadomość (Darłowo) Konopians & Robert Brylewski (Czeladź & Warszawa) Alians (Piła) Managga (Wrocław) Chant (Szczecin) Duberman (Kraków) East West Rockers (Wrocław) |
| XVIII  | Dochód z imprezy został przekazany na budowę nowych studni w południowym Sudanie. | 25 stycznia 2008(dts) | Lars (Gdynia) Naaman (Lubin) Ares & The Tribe (Poznań) Jafia Namuel (Piła) African Head Charge  (inne języki) (JAMAJKA-ANGLIA) Joint Venture Sound System (Zgorzelec) |
| XVIII  | Dochód z imprezy został przekazany na budowę nowych studni w południowym Sudanie. | 26 stycznia 2008(dts) | Alicetea (Radom) Cała Góra Barwinków (Kłobuck) Lion Vibrations (Brzeg) Galago Band & Ras Paddy (Gdańsk) Jah Division (ROSJA) Fire In The Hole (Katowice) |
| XIX    | Dochód z imprezy został przekazany na budowę nowych studni w południowym Sudanie. | 30 stycznia 2009(dts) | Bez Jahzgh (Trzcianka) Sedativa feat. Dawid Portasz (Warszawa) Paraliż Band (Toruń) Jafia Namuel (Piła) Konopians (Czeladź) Izrael (Warszawa) |
| XIX    | Dochód z imprezy został przekazany na budowę nowych studni w południowym Sudanie. | 31 stycznia 2009(dts) | Creska (Gorzów Wielkopolski) Stage of Unity (Wrocław) Marlene Johnson & Riddimzz Team (NIEMCY & Wrocław) Tabu (Wodzisław Śl.) Vavamuffin (Warszawa) Pan Profeska (Warszawa) |
| XX     | Dochód z imprezy został przekazany na budowę nowych studni w południowym Sudanie. | 29 stycznia 2010(dts) | Sunflowers (Żuromin) Positive (Ostróda) Paraliż Band (Toruń) Sedativa feat. Dawid Portasz (Warszawa) Pablopavo i Ludziki (Warszawa) Overproof Sound System (ANGLIA) |
| XX     | Dochód z imprezy został przekazany na budowę nowych studni w południowym Sudanie. | 30 stycznia 2010(dts) | PaRasSol (Solec Kujawski) Alians (Piła) Dubska (Bydgoszcz) Cała Góra Barwinków (Kłobuck) Daab (Warszawa) Skambomambo (Szczecin) |
| XXI    | Dochód z imprezy został przekazany na budowę nowych studni w południowym Sudanie. | 28 stycznia 2011(dts) | Pajujo (Praszka) Lion Vibrations (Brzeg) Ziggie Piggie & Robert Brylewski (Sosnowiec i Warszawa) Paraliż Band (Toruń) Słoma i Przedwietrze (Lublin, Dąbrówka) Junior Stress & Sun El Band (Lublin & Kraków)                                                                                                   |
| XXI    | Dochód z imprezy został przekazany na budowę nowych studni w południowym Sudanie. | 29 stycznia 2011(dts) | Lemon Grass (Ciechanów) Natural Mystic Akustycznie (Sosnowiec) Dubska (Bydgoszcz) Vavamuffin (Warszawa) Bakshish (Kluczbork) Joint Venture Sound System (Warszawa) |
| XXII   | Dochód z imprezy został przekazany na budowę nowych studni w Sudanie Południowym. | 27 stycznia 2012(dts) | The Balangers (Rzeszów) Zebra (Wrocław) Kamil Bednarek (Brzeg) Jafia Namuel (Piła) Obidaya (FRANCJA) Maleo Reggae Rockers (Warszawa) |
| XXII   | Dochód z imprezy został przekazany na budowę nowych studni w Sudanie Południowym. | 28 stycznia 2012(dts) | Radical Soul Ammunition (Jawor) Natural Mystic Akustycznie (Sosnowiec) Konopians (Czeladź) Ras Luta & Riddim Band (Wrocław) Bakshish (Kluczbork) Silesian Sound System (Ustroń) |
| XXIII  | Dochód z imprezy został przekazany na budowę studni w Sudanie Południowym. | 25 stycznia 2013(dts) | Raggafaya (Koszalin) Cała Góra Barwinków (Kłobuck) Izrael (Warszawa) Paraliż Band (Toruń) Junior Stress & Sun El Band (Lublin & Kraków) |
| XXIII  | Dochód z imprezy został przekazany na budowę studni w Sudanie Południowym. | 26 stycznia 2013(dts) | The Bartenders (Warszawa) Alians (Piła) Tabu (Wodzisław Śl.) Dubska (Bydgoszcz) Jamal (Radom) |
| XXIV   | Dochód z imprezy został przekazany na budowę studni w Sudanie Południowym. | 31 stycznia 2014(dts) | Big Up! (Gniezno, Koło, Turek, Zbąszyń) Tallib & D'Roots Brothers (Lublin) Konopians (Czeladź) Vavamuffin (Warszawa) Bob One & Bas Tajpan (Katowice & Dąbrowa Górnicza) |
| XXIV   | Dochód z imprezy został przekazany na budowę studni w Sudanie Południowym. | 1 lutego 2014(dts)    | Parassol (Toruń) Kacezet & Fundamenty (Warszawa) Jafia Namuel (Piła) Ras Luta & Riddim HQ (Wrocław) Maleo Reggae Rockers (Warszawa) |
| XXV    | Dochód z imprezy został przekazany na budowę studni w Somalii. | 30 stycznia 2015(dts) | Sielska (Bydgoszcz, Poznań) Świetliki Z Kingston do Krakowa (Kraków) Paraliż Band (Toruń) Duberman (Kraków) Junior Stress & Sun El Band (Lublin & Kraków) |
| XXV    | Dochód z imprezy został przekazany na budowę studni w Somalii. | 31 stycznia 2015(dts) | Enchantia (Gdynia) Tabu (Wodzisław Śl.) Alians (Piła) Damian Syjonfam & D'Roots Brothers (Świdnik & Lublin) Mesajah & Riddim Bandits (Wrocław) |
| XXVI   | Dochód z imprezy został przekazany na budowę studni w Sudanie Południowym. | 29 stycznia 2016(dts) | Paraliż Band (Toruń) Konopians (Czeladź) Bakshish (Kluczbork) Damian Syjonfam (Świdnik, Kraków) Zjednoczenie Sound System (Warszawa) |
| XXVI   | Dochód z imprezy został przekazany na budowę studni w Sudanie Południowym. | 30 stycznia 2016(dts) | Freakin Rudeboys (Ełk) Tallib & D'Roots Brothers (Lublin) Dubska (Bydgoszcz) Ras Luta & Riddim Band & I Grades (Wrocław) Marcus Gad (NOWA KALEDONIA) |
| XXVII  | Dochód z imprezy przeznaczony na realizację projektów wodnych w Sudanie Południowym. | 28 stycznia 2017(dts) | CT Tones (Toruń) Kompanija Reggae Sound (Gdańsk) Słoma i D'Roots Brothers (Dąbrówka i Lublin) Tabu (Wodzisław Śl.) Damian Syjonfam & D'Roots Brothers (Świdnik & Lublin) Vavamuffin (Warszawa) |
| XXVIII | Dochód z imprezy przeznaczony na dostęp do wody pitnej w Somalii. | 16 marca 2018(dts)    | The Djangos (Bielsko-Biała) Jemiayka (Toruń) Ras Luta z zespołem (Gdańsk) Junior Stress & Sun El Band (Lublin & Kraków) Yellow Umbrella  (inne języki) (NIEMCY & FRANCJA) |
| XXVIII | Dochód z imprezy przeznaczony na dostęp do wody pitnej w Somalii. | 17 marca 2018(dts)    | Shashamane (Gliwice) Paraliż Band (Toruń) Dubska (Bydgoszcz) Cała Góra Barwinków (Kłobuck) Bakshish (Kluczbork) |
| XXIX   | Dochód z imprezy przeznaczony na realizację projektów wodnych w Somalii. | 22 marca 2019(dts)    | Nowa Kultura (Gostynin) Etna Kontrabande (Malbork) Paraliż Band (Toruń) Strojnowy (Warszawa) Tabu (Wodzisław Śl.) |
| XXIX   | Dochód z imprezy przeznaczony na realizację projektów wodnych w Somalii. | 23 marca 2019(dts)    | The Riddimlovers (Warszawa) aYarise (Lublin) Konopians (Czeladź) Damian Syjonfam & D'Roots Brothers (Świdnik & Lublin) Dubska (Bydgoszcz) |